# Corriente Fimbulthul

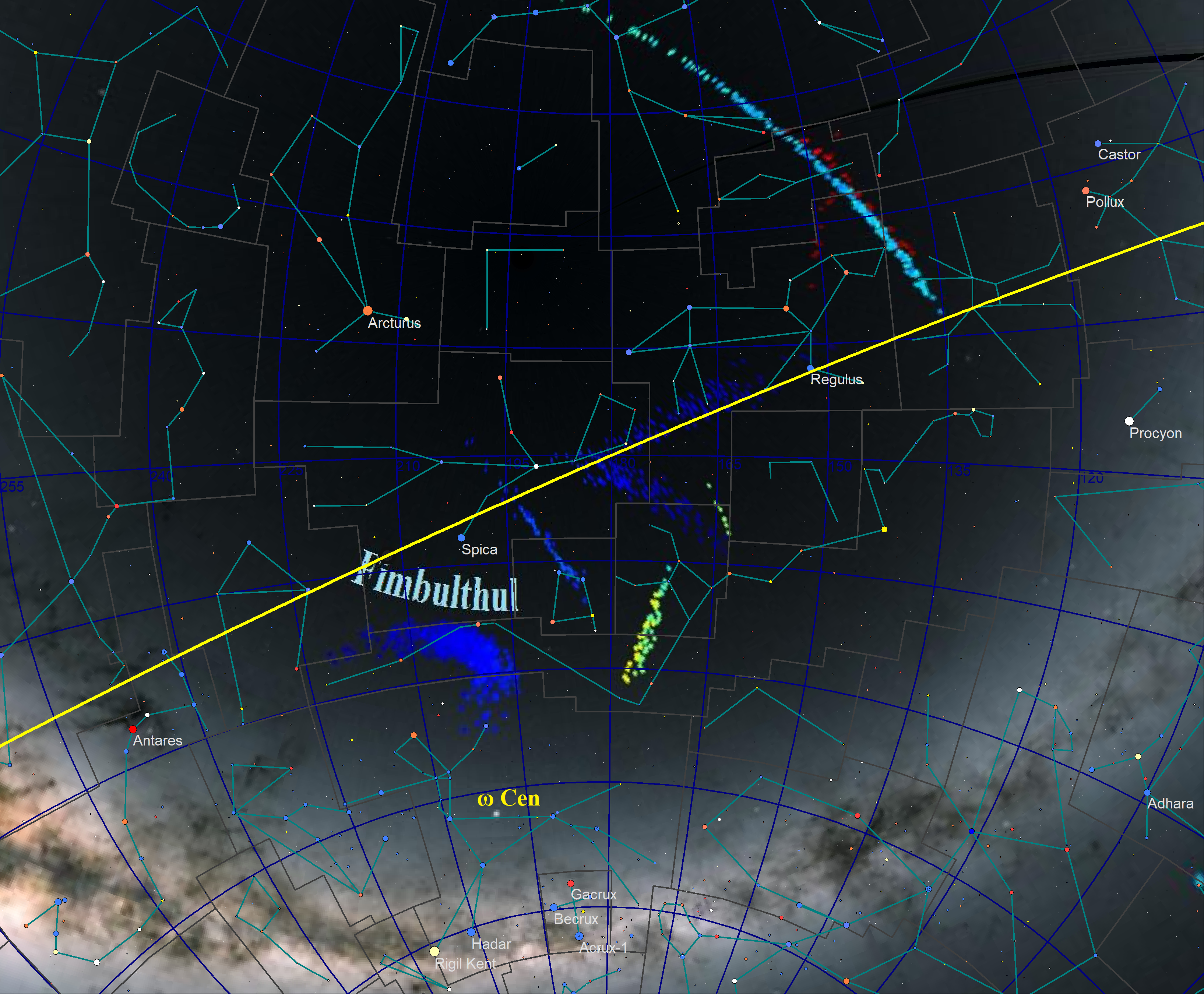
La corriente estelar Fimbulthul se muestra en azul, donde el cúmulo Omega Centauri está justo debajo.

Fimbulthul es una corriente estelar arrancada del cúmulo globular Omega Centauri, el más grande de nuestra galaxia, la Vía Láctea, que fue despojado de sus estrellas exteriores por los efectos de marea de esta última. 
Contiene 309 estrellas conocidas que se extienden a lo largo de 18° en las constelaciones de Hidra y Centauro, y que coinciden con la misma edad que el cúmulo globular. Se cree que Omega Centauri es el núcleo de una galaxia enana que se fusionó con la Vía Láctea.
Fue descubierta en la base de datos de estrellas Gaia DR2, que determinó la dirección, las distancias y el movimiento de más de mil millones de estrellas.
Recibe su nombre de Fimbulthul, uno de los once ríos asociados con Élivágar en la mitología nórdica.